# Iris Fink

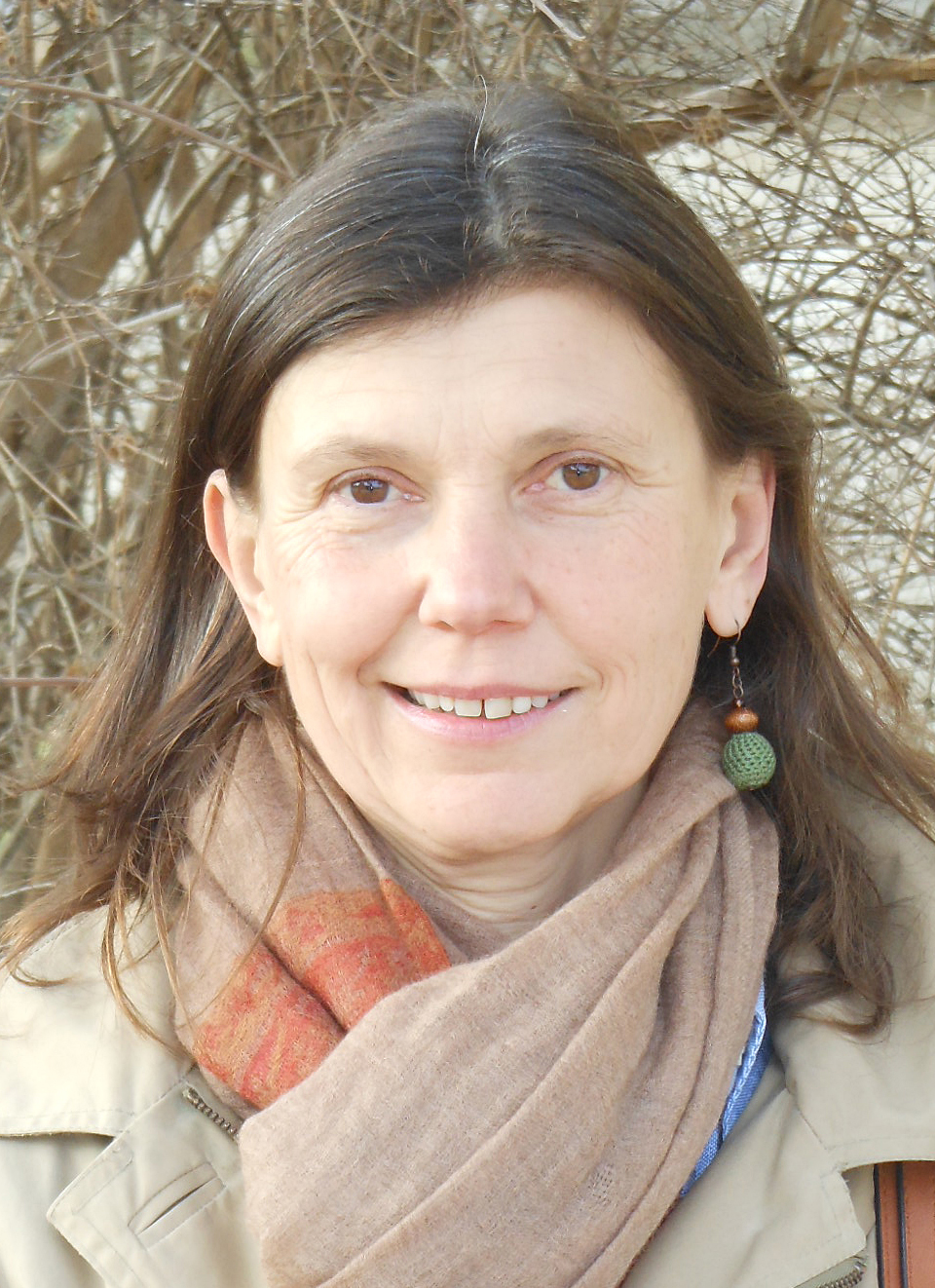
Iris Fink 2016

Iris Fink (* 5. April 1966 in Voitsberg) ist eine österreichische Autorin, Kabaretthistorikerin und Leiterin des Österreichischen Kabarettarchivs.

## Leben
Iris Fink wuchs in Rosental an der Kainach auf und studierte nach der Matura an der Handelsakademie Voitsberg an der Karl-Franzens-Universität Graz Betriebswirtschaft, danach Volkskunde/Kulturanthropologie. Ihre Diplomarbeit und Dissertation verfasste sie zu verschiedenen Aspekten des österreichischen Kabaretts. Während der Schul- und Studienzeit war Fink auch auf literarischem Gebiet tätig, schrieb vor allem Theaterstücke, für die sie auch ein Dramatikerstipendium erhielt. Das Stück „Anna“ war sowohl als Hörspiel im ORF-Radio als auch in der Bühnenversion in einer Inszenierung im Theater im Keller, Graz, 1990 zu sehen.
1994 bis 1998 war sie Geschäftsführerin und künstlerische Leiterin der Kleinkunstbühne Hin & Wider im Grazer Theatercafé. Fink ist Mitbegründerin des Österreichischen Kabarettarchivs und seit 2000 dessen Leiterin. Ihre weiteren Tätigkeiten umfassen: Kuratorin und Organisatorin von Ausstellungen und Veranstaltungen im In- und Ausland, Vorträge, Beiträge (unter anderem für den Kultursender Ö1) sowie Publikationen und Aufsätze. Sie hat Lehraufträge an der Universität Wien am Institut für Theater-, Film- und Medienwissenschaften.
Ihre Arbeits- und Forschungsschwerpunkte sind: Kabarett, Kleinkunst und Satire im deutschsprachigen Raum.

## Publikationen

### Als Autorin
- Von Trávníček bis Hinterholz 8. Kabarett in Österreich ab 1945 von A bis Zugabe. Verlag Styria, Graz 2000. ISBN 978-3-222-12773-1.
- Der komische Vogel aus Graz. Der „Grazer Kleinkunstwettbewerb“ in Anekdoten und Fakten. 1987-2003. Österreichisches Kabarettarchiv, Graz 2004.
- Iris Fink, Hans Veigl: Des Sängers Fluch. Am 16. November 1901 eröffnete Felix Salten das „Jung-Wiener Theater zum lieben Augustin“. Österreichisches Kabarettarchiv, Graz-Wien 2001; 3. verb. Aufl., 2008.
- Iris Fink, Hans Veigl: Verdrängte Jahre. Unterhaltungskultur im Schatten der Krisen. Ausstellungsdokumentation. Österreichisches Kabarettarchiv, Straden 2008.
- Iris Fink, Hans Veigl: Bronner, Merz, Qualtinger & Co. Ein namenloses Erfolgsensemble in den 50er Jahren. Österreichisches Kabarettarchiv, Straden 2010.
- Hans Veigl, Iris Fink: Galgenhumor. Kleine Kunst im Großen Krieg. Ein Beitrag zur k. k. Unterhaltungskultur 1914 bis 1918. Österreichisches Kabarettarchiv, Graz 2014. ISBN 978-3-9501427-4-7.
- Iris Fink, Hans Veigl: „... und Lachen hat seine Zeit“. Kabarett zwischen Wiederaufbau und Wirtschaftswunder. Kleinkunst in Österreich 1945-1970. Österreichisches Kabarettarchiv, Graz 2016. ISBN 978-3-9501427-7-8.[8]
- Iris Fink, Roland Knie: „Überlandpartie!“ Kabarett auf Sommerfrische. Böhlau Verlag, Wien 2018. ISBN 978-3-205-20671-2[9]
- Iris Fink, „… und das Lachen höret nimmer auf“. Von politischer Kleinkunst zum Kabarettboom. Kleinkunst in Österreich 1970 bis 2000. Österreichisches Kabarettarchiv, Graz 2022. ISBN 978-3-9504628-3-8.[10]

### Als Herausgeberin
- Iris Fink, Charly Mohr u. Hannes Töbich: „... als wär's ein Stück Kultur ....“ Festschrift. 10 Jahre Kleinkunstbühne Hin & Wider im Theatercafé. Graz 1993.
- (Red.) „Aufg'spießt“. Kabarettistische Reflexionen 1945-2000. politicum 88. Josef Krainer Haus Schriften. Graz, November 2000.
- Iris Fink, Hans Veigl: Lukas Resetarits. „Es ist bitte Folgendes ...“ Mit einem Vorwort von Franz Schuh. Wien 2007. ISBN 978-3-218-00778-8.
- Hans Veigl, Iris Fink: Verbannt, verbrannt, vergessen und verkannt. Kurzbiographien zum Thema Verfolgung und Vertreibung österreichischer Kabarett- und Kleinbühnenkünstler 1933-1945. Österreichisches Kabarettarchiv, Graz 2012. ISBN 978-3-9501427-1-6.

### Weitere Publikationen
- Vom „Igel“ zum „Gimpel“. Beitrag über die Grazer Kabarettgeschichte. In: Lesezirkel. Beilage zur Wiener Zeitung. Nr. 56, März 1992.
- Vom „Igel“ zum „Kleinkunstvogel“. Kabarett in der Steiermark von 1945 bis in die Gegenwart. In: „Aufg'spießt“. Kabarettistische Reflexionen 1945-2000. politicum 88. Josef Krainer Haus Schriften. Graz 2000.
- „Wien, Wien nur Du allein …“ – Das Wiener Lied im österreichischen Kabarett als Ort der Identitätsfindung. In: Joanne McNally / Peter Sprengel (Hg.): Hundert Jahre Kabarett. Zur Inszenierung gesellschaftlicher Identität zwischen Protest und Propaganda. Königshausen & Neumann, Würzburg 2003.
- Quasi im Kastl. Der Kabarettist Helmut Qualtinger auf der Bühne und im Fernsehen. In: Günter Krenn (Hg.): Helmut Qualtinger, Die Arbeiten für Film und Fernsehen. Filmarchiv Austria, Wien 2003.
- Das „namenlose“ Ensemble: Qualtinger und das Kabarett der fünfziger Jahre. In: Arnold Klaffenböck, Wolfgang Kos, Ulrich N. Schulenburg, Alexandra Hönigmann (Hg.): Quasi ein Genie. Helmut Qualtinger (1928-1986). Katalog zur gleichnamigen Ausstellung im Wien Museum. Deuticke Verlag, Wien 2003.
- „Tellerwäscher & Co.“ Kabarett in und aus Graz. In: Joseph F. Desput (Hg.): Vom Bundesland zur europäischen Region. Die Steiermark von 1945 bis heute (= Geschichte der Steiermark, Bd. 10). Im Selbstverlag der Historischen Landeskommission für Steiermark, Graz 2004.
- „Made in Styria“ – Kabarett in und aus Graz. Eine Bestandsaufnahme. In: Friedrich Bouvier und Nikolaus Reisinger: Stadtgeschichte aktuell (= Historisches Jahrbuch der Stadt Graz, Bd. 42). Graz 2012.
- Österreichisches Kabarettarchiv. Zur Entwicklungsgeschichte – Ein Abriss. In: Friedrich Bouvier und Nikolaus Reisinger: Stadtgeschichte aktuell (= Historisches Jahrbuch der Stadt Graz, Bd. 42). Graz 2012.
- Der größte Durchfall seines Lebens. Felix Salten und das „Jung-Wiener Theater Zum lieben Augustin“.  In: Im Schatten von Bambi. Felix Salten entdeckt die Wiener Moderne. Leben und Werk. Herausgegeben von Marcel Atze unter Mitarbeit von Tanja Gausterer. Wienbibliothek im Rathaus/Residenz Verlag, Salzburg-Wien 2020, S. 398–409.
- „Kabarett für alle“. Heinz Conrads und die Kleinkunst der Nachkriegszeit. In: Suzie Wong und Thomas Mießgang (Hg.): Griaß eich die Madln, servas die Buam! Das Phänomen Heinz Conrads. Conférencier, Schauspieler, Medienstar. Wienbibliothek im Rathaus/Residenz Verlag, Salzburg-Wien 2021, S. 190–199.